# Barc
Barc är en kommun i departementet Eure i regionen Normandie i norra Frankrike. Kommunen ligger i kantonen Beaumont-le-Roger som tillhör arrondissementet Bernay. År 2022 hade Barc 1 168 invånare.

## Befolkningsutveckling
Antalet invånare i kommunen Barc
Referens:INSEE